# Marjorie Gestring
Marjorie Gestring, née le 18 novembre 1922 à Los Angeles et morte le 20 avril 1992 à Hillsborough, est une plongeuse américaine. Championne olympique à 13 ans, elle est la plus jeune sportive de l'histoire à avoir remporté un titre olympique, homme et femme confondus.

## Carrière
En 1936 aux Jeux de Berlin, elle remporte à 13 ans et 268 jours la médaille d'or au plongeon à 3 m, et devient 
ainsi la plus jeune personne de l'histoire à remporter un titre olympique,, mais pas la plus jeune médaillée, le record restant la possession du Grec Dimítrios Loúndras (10 ans).
Elle entre à l'International Swimming Hall of Fame en 1976.

## Liens externes

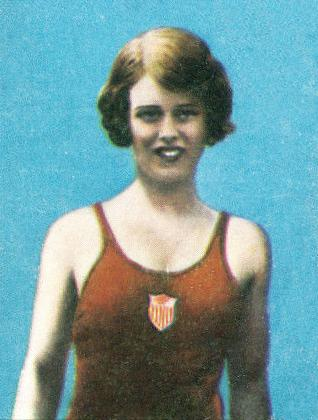
Marjorie Gestring en 1936.